# Platycarpum negrense
Platycarpum negrense là một loài thực vật có hoa trong họ Thiến thảo. Loài này được Ducke miêu tả khoa học đầu tiên năm 1935.